# Copa de la CEB
La Copa de la CEB és la tercera competició oficial de beisbol per a clubs que es disputa a Europa. Té periodicitat anual. És organitzada per la Confederació del Beisbol Europeu i es disputa des de l'any 1993.

## Historial
| En negreta = Equip guanyador (1) = Nombre de campionats Nota. Noms dels equips segons l'època |

| Edició                                                           | Temp.                                                            | Data                                                             | Campió                                                           | Resultat                                                         | Subcampió                                                        | Seu                                                              | ref.           |
| Copa de la CEB                                                   | Copa de la CEB                                                   | Copa de la CEB                                                   | Copa de la CEB                                                   | Copa de la CEB                                                   | Copa de la CEB                                                   | Copa de la CEB                                                   | Copa de la CEB |
| ---------------------------------------------------------------- | ---------------------------------------------------------------- | ---------------------------------------------------------------- | ---------------------------------------------------------------- | ---------------------------------------------------------------- | ---------------------------------------------------------------- | ---------------------------------------------------------------- | -------------- |
| I                                                                | 1993                                                             |                                                                  | Nettuno BC (1)                                                   |                                                                  | Fortitudo Baseball                                               | Itàlia                                                           |                |
| II                                                               | 1994                                                             |                                                                  | Rimini BC (1)                                                    |                                                                  | CD Irabia                                                        | França                                                           |                |
| III                                                              | 1995                                                             |                                                                  | Nettuno BC (2)                                                   |                                                                  | HCAW                                                             | Itàlia                                                           |                |
| IV                                                               | 1996                                                             |                                                                  | Juventus 48 BC (1)                                               |                                                                  | CB Caserta                                                       | Itàlia                                                           |                |
| V                                                                | 1997                                                             |                                                                  | Grosseto BC (1)                                                  |                                                                  | CSKA PVO                                                         | Espanya                                                          |                |
| VI                                                               | 1998                                                             |                                                                  | Modena BC (1)                                                    |                                                                  | Lions de Savigny-sur-Orge                                        | Rússia                                                           |                |
| VII                                                              | 1999                                                             |                                                                  | Modena BC (2)                                                    |                                                                  | CD Iràbia                                                        | Espanya                                                          |                |
| VIII                                                             | 2000                                                             |                                                                  | Nettuno BC (3)                                                   |                                                                  | Modena BC                                                        | Itàlia                                                           |                |
| IX                                                               | 2001                                                             |                                                                  | Technika Brno (1)                                                |                                                                  | Lions de Savigny-sur-Orge                                        | França                                                           |                |
| X                                                                | 2002                                                             |                                                                  | Sokol KRC Praha (1)                                              |                                                                  | Oskarshamn BSK                                                   | Espanya                                                          |                |
| XI                                                               | 2003                                                             |                                                                  | Cologne Dodgers (1)                                              |                                                                  | Kelteks Karlovac                                                 | Croàcia                                                          |                |
| XII                                                              | 2004                                                             |                                                                  | Marlins Puerto de la Cruz (1)                                    | 8-1                                                              | Solingen Alligators                                              | Alemanya                                                         |                |
| XIII                                                             | 2005                                                             |                                                                  | Zagreb BC (1)                                                    | 6-4                                                              | Marlins Puerto de la Cruz                                        | República Txeca                                                  |                |
| XIV                                                              | 2006                                                             |                                                                  | Kelteks Karlovac (1)                                             |                                                                  | Solingen Alligators                                              | Espanya                                                          |                |
| XV                                                               | 2007                                                             | 17-06-2007                                                       | FC Barcelona (1)                                                 | 13-9                                                             | Heidenheim Heideköpfe                                            | Karlovac                                                         | [ 1 ]          |
| No se celebrà entre 2008 i 2015                                  |                                                                  |                                                                  |                                                                  |                                                                  |                                                                  |                                                                  |                |
| XVI                                                              | 2016                                                             | 05-06-2016                                                       | Rouen Huskies (1)                                                | 5-2                                                              | Barracudas de Montpellier                                        | Camp Pierre Roland, Roan                                         | [ 2 ]          |
| XVII                                                             | 2017                                                             | 11-06-2017                                                       | Draci Brno (1)                                                   | 5-0                                                              | Eagles Praha                                                     | MBS Stadium, Brno                                                | [ 3 ]          |
| XVIII                                                            | 2018                                                             | 09-06-2018                                                       | Borgerhout Squirrels (1)                                         | 2-0                                                              | Bonn Capitals                                                    | Ostrava                                                          | [ 4 ]          |
| XIX                                                              | 2019                                                             | 09-06-2019                                                       | VOITH Heidenheim (1)                                             | 3-0                                                              | Draci Brno                                                       | MBS Stadium, Brno                                                | [ 5 ]          |
| No es disputà l'any 2020 pel risc públic de contagi del COVID-19 | No es disputà l'any 2020 pel risc públic de contagi del COVID-19 | No es disputà l'any 2020 pel risc públic de contagi del COVID-19 | No es disputà l'any 2020 pel risc públic de contagi del COVID-19 | No es disputà l'any 2020 pel risc públic de contagi del COVID-19 | No es disputà l'any 2020 pel risc públic de contagi del COVID-19 | No es disputà l'any 2020 pel risc públic de contagi del COVID-19 | [ 6 ]          |
| Copa Confederació                                                |                                                                  |                                                                  |                                                                  |                                                                  |                                                                  |                                                                  |                |
| XXI                                                              | 2021                                                             | N/D                                                              | Draci Brno (2)                                                   | lligueta                                                         | Templiers de Sénart                                              | Templiers Stadium, Lieusaint                                     | [ 7 ]          |
| XXII                                                             | 2022                                                             | 12-06-2022                                                       | Rouen Huskies (2)                                                | 6-5                                                              | Hoboken Pioneers                                                 | Estadi Saint-Exupèry, Roan                                       | [ 8 ]          |
| XXIII                                                            | 2023                                                             |                                                                  |                                                                  |                                                                  |                                                                  |                                                                  |                |